# 正名僕蔵
正名 僕蔵（まさな ぼくぞう、1970年8月11日 - ）は、日本の俳優。本名、正名 文夫（まさな ふみお）。愛称、ぼっきー。神奈川県川崎市出身、大人計画所属。
神奈川県立光陵高等学校、青山学院大学文学部仏文学科卒業。血液型O型。身長174cm、体重60kg。靴のサイズ26.5cm。特技は指ダンス。

## 来歴
1992年、大学四年の頃に大人計画に入団。1992年2月6日のオーディションで、『冬の皮』のみの出演希望者と劇団員志望者を区別して募集していたが、劇団員志望で受けて合格した。
同期入団は阿部サダヲ、猫背椿、宮崎吐夢。初舞台は『冬の皮』。大人計画公演の他、遊園地再生事業団、村松利史プロデュースへの客演も多い。

## 人物
- 幼少の頃は、多摩川から数分歩いたところに住んでいた。多摩川の土手を上がったところを朝食前に散歩したり、日曜日に弁当を持ってサイクリングに行ったり、夕方キャッチボールをしたりした思い出がある[1]。
- 中学時代は神童と呼ばれていて、体育や美術の評価は3だったが、主要五教科はオール5の優等生だった。試験では満点を取るのが当たり前だったが、高校に入ってからは勉強する意味がわからなくなり成績が落ちた[6]。
- 昔は笑顔が下手で、愛想笑いもできなかった。本人は、今でもあまりうまくできていないが、前より随分できるようになったと思っている[4]。
- 小学校二年までは家にテレビがあったが、テレビが壊れた時に父親が「なくていっか」と言い、それからはずっとラジオだった[4]。そのため、当時大人気だったバラエティ番組『オレたちひょうきん族』も観られなかったためクラスメイトとの会話に事欠いた。中学・高校時代は、学校とコンビニと家の往復のような生活だった[4]。
- 大学生の頃、学園祭のパフォーマンスコンテストで、母親に借りた着物を着て包丁を持って「蒲田行進曲」をかけながら踊った[4]。
- 大学生の頃、白塗りに着物で「唐組」の舞台を見に行ったことがあった。その際、松尾スズキも偶然客席にいて正名を見ていたが、後日「それが正名だと知っていたら（大人計画に）入れてなかったよ」と言われた[4]。
- カレーが好きで、コンビニで売っているようなレトルトカレーは大体食べていた（1995年）[7]。
- 最初に観た大人計画の作品は『猿ヲ放ツ』[4]。
- 入団のきっかけは、当時大人計画によく客演していた女優・戸村由香に会いたくて受けたオーディションに合格してしまったから[8]。
- 入団時のオーディションで、腕立て伏せ、風船を膨らませる、作文、手拍子にあわせて踊る、男女ペアでのコント等をさせられた。オーディションは15名が受けた[4]。入団オーディション時、大人計画社長の長坂まき子から見た印象は「ふてぶてしい感じ」[4]。
- 入団後の練習内容は、発声練習（「あめんぼあかいな」等）をみんなで一緒にする、スクワット、稽古場のまわりを走りビリ同士の男女でキスをさせられる等だった[4]。
- 初舞台『冬の皮』で"猿"役を演じる際、動物園へ足を運び好きでもない猿を観察して身も心も猿になりきろうとした[4]。
- 昔はコントが苦手で、本番直前に「全然ダメ」と言われ稽古場で少し泣いたことがある[8]。
- 宮藤官九郎、顔田顔彦と共に、「ひとりっこ」という居酒屋でバイトをしていた[4]。
- 体育会系ではなく文化系[6]。
- 心の中で思っても表に出せない性格[6]。
- 家で亀を飼っている[6]。
- 船が大好きで、乗るとテンションが上がって大はしゃぎすることがある[9][出典無効]。
- チリソースが好き[10]。
- 『ショムニ』では、第2シリーズで海外事業部所属で石黒賢演じる右京の後輩役で出演していて、FINAL（第3シリーズ）も当初は同様の役で続投の予定だったが、撮影開始直前に野々村人事課長役の伊藤俊人が急逝してしまったため、急遽正名演じる岡野が人事部に異動という形で高橋克実演じる寺崎人事部長（第2シリーズまでの野々村の上司兼相方役）の相方を務めることになり、事実上伊藤の代役を務めることになった[11]。

### 芸名の由来
- 大人計画主宰・松尾スズキと、稽古場の帰りに歩きながら相談して決めた。その際、『美味しんぼ』の海原雄山のようなどっしりしていて画数の多い名前がよい（松尾）、「蔵」という漢字も古臭くてよいという意見が出た[4]。渋谷区在住。

## 出演

### テレビドラマ
金曜エンタテイメント（フジテレビ）
- 完全再現!北朝鮮拉致II 封印された "拉致" 事件 海に消えた真実（2004年）
- こちらお客様相談室（2005年）
- 妻は多重人格者（2006年）
- 踊る!親分探偵 京都阿波踊り殺人事件（2006年）

金曜プレステージ（フジテレビ）
- 新宿の母物語（2006年12月22日） - 相葉圭（クラブのママ）
- 十津川刑事の肖像 人捜しゲーム（2009年5月8日） - 福井好夫
- 浅見光彦シリーズ42 悪魔の種子（2011年11月18日） - 山根刑事
- 浅見光彦シリーズ50 貴賓室の怪人（2014年4月4日） - 和田隆正

世にも奇妙な物語（フジテレビ）
- 発電課長（2000年10月4日） - 吉田
- '02春の特別編「夜汽車の男」（2002年8月8日） - 若い男
- '05春の特別編「密告ネット」（2005年4月12日） - 小日向琢郎
- 秋の特別編「猫が恩返し」（2006年10月2日） - 警官

月曜ゴールデン（TBS）
- 占い師みすず 事件は運命の彼方に2（2007年5月21日） - 根本太郎
- ご近所探偵・五月野さつき4 旅立ちの代償（2009年8月3日） - 猫田警部
- 世田谷駐在刑事（2012年・2014年・2015年） - 五十嵐光男（地域課係長、警部補）
- 税務調査官・窓際太郎の事件簿25（2013年7月15日） - 徳重正雄

火曜サスペンス劇場（日本テレビ）
- 軽井沢ミステリー（2001年11月13日 - 2005年7月26日） - 手塚慎吾
- うさぎと亀2（2004年） - 盛田一郎
- 旅行添乗員 椿晴子 "ごもっともでございます"（2004年） - 坂本秋生（学習塾経営）

土曜ワイド劇場（テレビ朝日）
- 鉄道捜査官9（2008年10月11日） - 田中富夫
- 法律事務所 〜芦ノ湖畔高級別荘連続殺人!（2009年4月4日） - 友枝圭作
- 西村京太郎トラベルミステリー54 伊豆の海に消えた女（2010年10月2日） - 野崎茂樹
- タクシードライバーの推理日誌 - 馬場幸男（警視庁世田谷西警察署巡査部長）
  - 27 殺意の子守唄（2010年10月9日）
  - 29 塀の中からの乗客（2011年7月2日）
  - 30 東京〜京都〜博多、殺人を追う乗客（2012年1月7日）
  - 31 伊豆熱川〜殺人疑惑の乗客!!（2012年12月8日）
  - 32 殺人ツアーの乗客!!（2013年4月6日）
  - 33 神戸〜九州大分、逃げた花嫁!!（2013年10月12日）
  - 34 飛騨高山〜殺人スクープの女!!（2013年12月7日）
  - 35 分かれ道の乗客（2014年10月11日）
  - 36 地図を失くした乗客（2014年12月13日）
  - 37 東京〜浜松 ドライブレコーダーが録画した二重殺人の謎（2015年3月7日）
  - 38 伊勢志摩 貝の中の殺意 真珠をめぐる同時殺人!!（2015年8月29日）
  - 39 スキャンダルな乗客 舞台上の連続殺人!!（2016年3月26日）
- 特別企画「殺人予告」（2010年） - 島岡浩(新聞記者)
- 逆転報道の女2（2013年3月23日） - 田島満男
- おかしな刑事 居眠り刑事とエリート女警視の父娘捜査 - 武井昭一
  - 11 女性弁護士殺人事件（2014年6月7日）
  - 12 美しき死体〜ゴミ屋敷殺人事件〜（2015年7月25日）
  - 13 美しき女流作家の死（2015年12月26日）
  - 14 殺人劇場! スポットライトを浴びた死体（2016年10月22日）
  - 15 消えた遺言書・内縁の夫が次々と死ぬ（2017年4月6日）
  - スピンオフドラマ「おかしな弁護士」(2017年8月6日)
  - 17 健診でまさかの告知!? 凸凹父娘コンビが挑む誘拐犯vs猪突猛進社長 東京王子〜埼玉〜千葉 孫のため1億円を運べ!! 泣き笑い人情捜査！(2018年1月14日)※写真と声のみの出演
  - スピンオフドラマ「おかしな弁護士2」(2018年1月14日)
  - 18 女性記者が包丁で刺殺された！犯人は、その包丁を実演販売していた元夫!? おなじみ凸凹父娘コンビが殺人事件に隠された切ない真相と背後に潜む巨悪を暴く！(2018年10月21日)
  - 19 消えたライフルが狙う大臣狙撃計画!? 凶弾が真実を襲う！おなじみ凸凹父娘コンビが事件の根底に秘められた、切なくも深い親子愛に迫る…。(2019年1月13日)
  - 20 容疑者が次々と浮かぶ中、鴨志田は、ひとりの男に“何か”を直感して…!? おなじみ鴨志田&真実が、事件の哀しい深層に迫る！(2019年6月16日)
  - 21 死の直前、被害者が語っていた“裏切り者”とはいったい誰なのか!? 複雑に絡み合った事件の真相、そして詐欺師父娘の愛憎を鴨志田&真実がひも解いていく！ (2019年10月20)
  - 22 京都スペシャル 居眠り刑事映画デビュー!? 昭和名女優殺人… 1億円の幻絵画40年間の秘密!! 盗難美術品の闇ルートを追え!! 父娘初めての東京〜京都大捜査!!(2020年1月19日)
  - 23 (2020年7月19日)
  - 25 (2020年12月24日)
  - 27 大千秋楽スペシャル（2024年1月6日〉[12]
- 監察官・羽生宗一〜毒ハブと呼ばれる男!!4（2016年3月5日） - 小松和則
- 日曜プライム
  - 探偵物語（2018年） - 岡野祐司
  - 法医学教室の事件ファイル46（2019年6月23日） - 山田功一

水曜ミステリー9（テレビ東京）
- 特命おばさん検事! 花村絢乃の事件ファイル（2012年・2014年・2015年・2019年） - 須田武彦
  - 特命おばさん検事! 花村絢乃の事件ファイル（2012年12月26日）
  - 特命おばさん検事! 花村絢乃の事件ファイル2（2014年2月5日）
  - 特命おばさん検事! 花村絢乃の事件ファイル3（2014年9月3日）
  - 特命おばさん検事! 花村絢乃の事件ファイル4（2015年8月5日）
  - 特命おばさん検事! 花村絢乃の事件ファイル5（2017年1月11日）
  - 特命おばさん検事! 花村絢乃の事件ファイル スペシャル（2019年12月20日）
- 新・犯罪交渉人 百合子（2013年9月18日） - 小寺拓
- 犯罪科学分析室 電子の標的3（2017年2月1日） - 高田義成

月曜プレミア8 (テレビ東京)
- 組織犯罪対策課 白鷹雨音（2021年3月22日） - 八木圭一郎 役
- 警視庁追跡捜査係-交錯-（2023年8月7日） - 鳩山哲也 役

#### 1990年代
- 演歌なアイツは夜ごと不条理な夢を見る（1992年6月25日 - 1992年7月23日、日本テレビ） - 観客、社員
- BSサスペンス「遠い国からの殺人者」（1995年、NHK BS2）
- 我慢できない!（1995年1月9日 - 1995年2月27日、フジテレビ）
- ヘルプ！（1995年1月13日 - 1995年3月17日、フジテレビ）
- しんドラ「東京天使」（1996年、日本テレビ）
- ガールズplus1（1996年4月1日 - 1996年9月30日、フジテレビ）
- 金田一少年の事件簿（1996年7月13日 - 1996年9月14日、日本テレビ） - 米村
- 名古屋テレビ開局35周年記念番組「劇的紀行 深夜特急'96〜熱風アジア編〜」（1996年12月8日、テレビ朝日）
- 踊る大捜査線（1997年1月7日 - 1997年3月18日、フジテレビ） - 河原崎宗太
- いいひと。（1997年4月15日 - 1997年6月24日、フジテレビ）
- 花王愛の劇場「風になりたい」（1998年1月5日 - 1998年2月20日、TBS）
- ニュースの女（1998年1月7日 - 1998年3月18日、フジテレビ） - 富田林（「にこにこケーブルテレビジョン」取材班）
- shin-D「救急治療室の前 In Front of ER」（1998年3月4日 - 1998年3月25日、日本テレビ）
- スウィートデビル 第5話（1998年7月13日 - 1998年9月7日、テレビ朝日）
- 救命病棟24時（1999年1月5日 - 1999年3月23日、フジテレビ） - 塩原裕也
- 天国に一番近い男（1999年1月8日 - 1999年3月19日、TBS）
- ラビリンス（1999年4月21日 - 1999年6月30日、日本テレビ）
- 恋愛詐欺師（1999年10月21日 - 1999年12月23日、テレビ朝日） - 塚本
- shin-D「ぼくの彼女は外資系」（1999年11月15日 - 1999年12月20日、日本テレビ）

#### 2000年代
- 恋愛中毒（2000年1月20日 - 2000年3月16日、テレビ朝日）
- ショカツ（2000年4月11日 - 2000年6月27日、フジテレビ）
- ショムニ（フジテレビ） - 岡野玄蔵
  - ショムニ（2000年4月12日 - 6月28日）
  - ショムニFINAL（2002年7月3日 - 2002年9月18日）
  - ショムニFOREVER（2003年1月1日）
- TRICK Epi.5 黒門島（2000年7月7日 - 2000年9月15日、テレビ朝日） - 黒津三男
- HERO（フジテレビ） - 井戸秀二（庁舎守衛、検察事務官（第2シリーズ以降））
  - 第1シリーズ（2001年1月8日 - 2001年3月19日）
  - 特別編（2006年7月3日）
  - 完全版（2007年9月23日）
  - ブームアップベルト（2007年）
  - 第2シリーズ（2014年7月14日 - ）
  - 夏ドラマSPこの夏一番有名人が集まるバー（2014年7月8日 - 2014年7月12日）
  - スピンオフドラマ「HORE」（2014年8月10日 - 2014年9月14日）
- 救命病棟24時新春スペシャル（2002年1月1日、フジテレビ） - 塩原裕也
- 恋するトップレディ（2002年1月8日 - 2002年3月19日、フジテレビ） - 山田高志
- 青に恋して! 〜サッカー通と4人の美女の物語〜（2002年5月13日 - 2002年5月16日、フジテレビ）
- 天才柳沢教授の生活（2002年10月16日 - 2002年12月11日、フジテレビ）
- サイコドクター（2002年10月9日 - 2002年12月18日、日本テレビ） - 深谷医師
- 密室不動産（2003年、フジテレビ）
- いつもふたりで（2003年1月6日 - 2003年3月17日、フジテレビ）
- ダイヤモンドガール（2003年4月9日 - 2003年6月25日、フジテレビ） - 岡田要
- 愛するために愛されたい（2003年7月3日 - 2003年9月4日、TBS）
- 女と愛とミステリー「窓際信金マンの事件簿2」（2004年、テレビ東京）
- 離婚弁護士 第4話（2004年4月15日 - 2004年6月24日、フジテレビ） - 区役所の職員
- 子連れ狼3（2004年7月5日 - 2004年9月13日、テレビ朝日） - 又五郎
- トキオ 父への伝言（2004年8月30日 - 2004年9月30日、NHK総合） - 岡部竜夫
- 幻星神ジャスティライザー（2004年10月2日 - 2005年9月24日、テレビ東京） - 松平健一
- めだか 第5話（2004年10月5日 - 2004年12月14日、フジテレビ） - 「駿明ゼミナール」担当者
- 相棒（テレビ朝日）
  - Season 3 第11話（2004年10月13日 - 2005年3月23日） - 鈴木隆
  - Season 14 第17話（2015年10月14日 - 2016年3月16日） - 堀井亮
- サボテン・ジャーニー 第1話（2004年10月18日 - 2004年10月21日、日本テレビ）
- 劇団演技者。 第6回（2004年11月24日 - 2004年12月15日、フジテレビ） - 城田の同僚
- 徳川綱吉 イヌと呼ばれた男（2004年12月28日、フジテレビ）
- 優しい時間（2005年1月13日 - 3月24日、フジテレビ） - 田村
- 離婚弁護士II〜ハンサムウーマン〜（2005年4月19日 - 2005年6月28日、フジテレビ） - 区役所の職員
- こちら本池上署 第5シリーズ 第4話（2005年6月13日 - 2005年9月12日、TBS） - 保原宗徳
- ウルトラマンマックス 第29話（2005年7月2日 - 2006年4月1日、TBS） - 横山巡査
- 刑事部屋〜六本木おかしな捜査班〜（2005年7月6日 - 2005年9月14日、テレビ朝日） - 内村店長
- 女の一代記シリーズ第一夜『瀬戸内寂聴』（2005年11月24日 - 11月26日、フジテレビ） - 牧野編集長
- 輪舞曲（2006年1月15日 - 2006年3月26日、TBS） - 津留彰彦
- DRAMA COMPLEX「たくさんの愛をありがとう」（2006年4月4日、日本テレビ） - 今井俊夫
- DRAMA COMPLEX「嘘をつく死体」（2006年4月11日、日本テレビ） - 島倉刑事
- 弁護士のくず 第3話（2006年4月13日 - 2006年6月29日、TBS） - 緒形郁也
- 警視庁捜査一課9係 season1 第9話（2006年4月19日 - 2006年6月21日、テレビ朝日） - 山西正信
- 富豪刑事デラックス 第7話（2006年4月21日 - 2006年6月23日、テレビ朝日） - 塚原浩二
- 新春ドラマスペシャル 「三日遅れのハッピーニューイヤー! 〜2006年の忘れ物〜」（2007年1月3日、TBS） - ファミレス店長
- 土曜プレミアム「アテンションプリーズスペシャル ハワイ・ホノルル編」（2007年1月13日、フジテレビ） - 轟博人
- 火曜ドラマゴールド「アガサ・クリスティ原作『予告殺人』」（2007年、日本テレビ）
- 生徒諸君!（2007年4月20日 - 2007年6月22日、テレビ朝日） - 野村信二
- 女刑事みずき〜京都洛西署物語〜 第8話（2007年7月5日 - 2007年9月13日、テレビ朝日） - 田辺章
- 警視庁捜査ファイル さくら署の女たち 第3話（2007年7月11日 - 2007年9月13日、テレビ朝日） - 河野順平
- 有閑倶楽部第3話（2007年10月16日 - 2007年12月18日、日本テレビ） - 神亀圭介
- ジョシデカ!-女子刑事- 第2話（2007年10月18日 - 2007年12月20日、TBS） - 堀島忠志
- シャワーGirl!（2007年12月15日、テレビ朝日） - 清水
- ハイビジョン特集「渋谷でチョウを追って〜動物行動学者・日高敏隆のまなざし〜」（2008年、NHK BShi）
- モンスターペアレント 第10話（2008年7月1日 - 2008年9月9日、フジテレビ） - 夏目祐樹
- みゅうの足パパにあげる（2008年8月30日、日本テレビ） - 高木修哉
- 未来講師めぐる（2008年1月11日 - 2008年3月14日、テレビ朝日） - 高尾山登
- 週刊真木よう子 『立川ドライブ』（2008年4月2日 - 6月25日、テレビ東京） - 松田巡査
- 警視庁捜査一課9係 season3 第5話（2008年4月16日 - 2008年6月18日、テレビ朝日） - 町山紀一郎
- 星新一ショートショート 『夜の音』（2008年6月30日、NHK総合）
- ゴンゾウ 伝説の刑事 第1話（2008年7月2日 - 2008年9月10日、テレビ朝日） - ニコラス
- オススメッ！（2008年、日本テレビ）
- 刺客請負人第1シリーズ（2008年7月18日 - 2008年9月12日、テレビ東京）第5話
- ルパンの消息（2008年9月21日、WOWOW） - 曲輪幸治刑事
- ツジツマ（2008年9月26日、テレビ朝日） - 後藤幸男
- 小児救命（2008年10月16日 - 2008年12月18日、テレビ朝日） - 相馬彰夫
- おみやさん第6シリーズ 第15話（2008年10月16日 - 2009年3月19日、テレビ朝日） - 種村和也
- 銭ゲバ（2009年1月17日 - 2009年3月14日、日本テレビ） - 田辺
- ゴーストフレンズ（2009年4月2日 - 2009年6月11日、NHK） - 黒部（元刑事）
- LOVE GAME 第4話（2009年4月23日 - 2009年7月16日、日本テレビ） - 安本晴之
- 怨み屋本舗REBOOT（2009年7月3日 - 2009年9月25日、テレビ東京） - 手塚伸之
- ハイビジョン特集「少女たちの日記帳 ヒロシマ 昭和20年4月6日〜8月6日」（2009年、NHK BShi） - 木村二郎
- ウェルかめ（2009年9月28日 - 2010年3月27日、NHK総合） - 友近聡
- 隠蔽指令（2009年10月18日 - 2009年11月15日、WOWOW） - ヤン・リーヤン

#### 2010年代
- 特上カバチ!! 第4話（2010年1月17日 - 2010年3月21日、TBS） - 奥田店長
- TOKYO23〜サバイバルシティ（2010年9月4日 - 2010年10月2日、WOWOW） - 尾原真彦
- SPEC〜警視庁公安部公安第五課 未詳事件特別対策係事件簿〜 第3話（2010年10月8日 - 2010年12月17日、TBS） - 林実巡査
- 忠臣蔵〜その男、大石内蔵助（2010年12月25日、テレビ朝日） - 礒貝正久
- プロポーズ兄弟〜生まれ順別 男が結婚する方法〜（2011年2月21日 - 2011年2月24日、フジテレビ）第4話 - 秋山先輩
- TAROの塔（2011年2月26日 - 2011年4月2日、NHK総合） - 栗原智也
- 遺留捜査（テレビ朝日） - 仙堂卓巳（刑事課 巡査部長）
  - 第2シリーズ（2012年7月12日 - 2012年9月6日）
  - 第3シリーズ（2013年4月17日 - 2013年6月12日）
  - ドラマスペシャル遺留捜査（2013年11月10日）
  - ドラマスペシャル 遺留捜査（2014年8月9日）
  - ドラマスペシャル 遺留捜査（2014年10月19日）
  - ドラマスペシャル 遺留捜査（2015年5月17日）
- おみやさん 第8シリーズ 第4話（2011年4月28日 - 2011年6月23日、テレビ朝日） - 富田公彦
- 探偵Xからの挑戦状!スペシャル版（2011年7月25日 - 2011年8月5日、NHK総合） - 久谷健二
- DOCTORS〜最強の名医〜（テレビ朝日） - 佐々井圭（外科医）
  - DOCTORS〜最強の名医〜（2011年10月27日 - 2011年12月15日）
  - ドラマスペシャル DOCTORS〜最強の名医〜（2013年6月1日）
  - DOCTORS2〜最強の名医〜（2013年7月11日 - 2013年9月5日）
  - 新春ドラマスペシャル DOCTORS〜最強の名医2015〜（2015年1月4日）
  - DOCTORS3〜最強の名医〜（2015年1月8日 - 2015年3月5日）
  - DOCTORS～最強の名医 新春スペシャル2018～(2018年1月4日)
  - DOCTORS～最強の名医 新春スペシャル2021～(2021年1月10日)
  - DOCTORS〜最強の名医〜ファイナル 新春スペシャル（2023年1月3日）[13]
- ラッキーセブン第4話（2012年1月16日 - 2012年3月19日、フジテレビ） - 林原浩二
- 家族八景 Nanase,Telepathy Girl's Ballad 第2話（2012年1月19日 - 2012年3月27日、TBS） - 桐生竜一
- 連続テレビ小説（NHK総合）
  - 梅ちゃん先生（2012年） - 篠田
  - エール（2020年） - 三隅忠人
- リーガル・ハイ（2012年4月17日 - 2012年6月26日、フジテレビ） - 杉浦検事
- Answer〜警視庁検証捜査官 第3話（2012年4月18日 - 2012年6月13日、テレビ朝日） - 後藤敏蔵
- 松本清張没後20年特別企画 ドラマスペシャル 波の塔（2012年6月23日、テレビ朝日） - 柴原五郎
- 浪花少年探偵団 第3話（2012年7月2日 - 2012年9月17日、TBS） - 田辺（なにわ製油工場長）
- 京都地検の女 第8シリーズ 第1話（2012年7月5日 - 2012年9月6日、テレビ朝日） - 早乙女宏志
- PRICELESS〜あるわけねぇだろ、んなもん!〜 第2話（2012年10月22日 - 2012年12月24日、フジテレビ） - ファイブマート店長
- 信長のシェフ（テレビ朝日） - 足利義昭
  - 第1シリーズ（2013年1月11日 - 2013年3月15日）
  - 第2シリーズ（2014年7月10日 - 9月4日）
- まほろ駅前番外地 第4話（2013年1月11日 - 2013年3月29日、テレビ東京） - 逸見亀十朗
- プレミアムドラマ ハードナッツ!〜数学girlの恋する事件簿〜（2013年12月1日 - 2013年12月8日、NHK BSプレミアム） - 西尾聡
- 緊急取調室 第5話（2014年2月13日、テレビ朝日） - 石田克之
- ドラマスペシャル SP〜警視庁警護課4（2014年5月4日、テレビ朝日） - 香西淳司
- 連続ドラマW　東野圭吾「変身」（2014年7月27日 - 2014年8月24日、WOWOW） - 倉田刑事の同期
- 軍師官兵衛 第33話（2014年8月17日、NHK総合） - 谷崎新吉
- HEAT（2015年7月 - 9月、関西テレビ） - 鳴海雅彦
- 花咲舞が黙ってない 第2シリーズ 第3話（2015年7月22日、日本テレビ） - 神田隆
- 金曜ロードSHOW!特別ドラマ企画 さよならドビュッシー 〜ピアニスト探偵 岬洋介〜（2016年3月18日、日本テレビ） - 真田徹也
- 立花登青春手控え（NHK BSプレミアム） - 土橋桂順
  - 第1シリーズ (2016年5月 -)
  - 第2シリーズ (2017年4月 -)
  - 第3シリーズ (2018年11月 -)
  - スペシャル (2020年1月3日)
- グッドパートナー 無敵の弁護士 第7話（2016年6月2日、テレビ朝日） - 岬伊知郎
- ママゴト（2016年8月30日 - 10月18日、NHK BSプレミアム） - 岩木
- レンタル救世主 第1話（2016年10月9日、日本テレビ）[14]
- ドラマスペシャル 検事の本懐（2016年12月3日、テレビ朝日） - 輪泉琢也
- 嫌われる勇気（2017年1月 - 3月、フジテレビ） - 梶準之助
- この世にたやすい仕事はない（2017年4月 - 5月、NHK BSプレミアム） - 風谷課長
- 社長室の冬（2017年4月30日 - 5月28日、WOWOW） - 石島大介
- アシガール（2017年） - 木村先生/木村政秀
- オトナ高校（2017年10月14日 - 12月9日、テレビ朝日） - 持田守[15]
- ヘッドハンター 第2話（2018年4月23日、テレビ東京） - 柳井君秋
- 孤独のグルメ Season7 第4話（2018年4月28日、テレビ東京） - 駅員 役
- コンフィデンスマンJP 第5話（2018年5月7日、フジテレビ） - 田淵安晴
- 鳴門秘帖（2018年4月 - 、NHK BSプレミアム） - 平賀源内
- 正義のセ 第8話（2018年5月30日、日本テレビ） - 斎藤茂典
- ドラマスペシャル・指定弁護士（2018年9月23日、テレビ朝日） - 津山悟
- 年の瀬ドラマ第1夜「ブスだってI LOVE YOU」（2018年12月28日〈27日深夜〉、テレビ朝日） - 中村ジュノン
- イノセンス 冤罪弁護士（2019年1月19日 - 3月23日、日本テレビ） - 登別次郎
- 4K大型時代劇スペシャル・紀州藩主 徳川吉宗（2019年2月8日、BS朝日） - 小次郎
- インハンド（TBS） - 黒野秀之
  - 第1話「天才博士が最新科学で謎を解く!! 未知のウイルス!? 感染拡大の嵐を防げ!!」（2019年4月12日）
  - 第9話「治療放棄を許すな!! 過去の因縁が動き出す最終章開幕」（2019年6月7日）
- きのう何食べた? 第8話「鮭と卵のちらし寿司」（2019年5月24日、テレビ東京） - 長島義之
- ドクターY〜外科医・加地秀樹〜（2019年、テレビ朝日） - 真柴良成
- W県警の悲劇（2019年、BSテレ東） - 三國警視正
- Heaven? 〜ご苦楽レストラン〜 最終話「さよなら! ロワン・ディシー」（2019年9月10日、TBS） - 水島新三
- 特命刑事 カクホの女2（2019年10月18日 - 12月6日、テレビ東京） - 浜口洋二
- おっさんずラブ-in the sky-（2019年11月2日 - 12月21日、テレビ朝日） - 烏丸孫三郎

#### 2020年代
- 赤い刻印〜ショカツ刑事・羽角啓子（2020年3月22日、TBS） - 河合誠二
- リバイバルドラマ「居酒屋兆治」（2020年3月28日、NHK BSプレミアム） - 神谷久太郎
- 刑事7人 SEASON6 第2話（2020年8月12日、テレビ朝日） - 本条健一
- DIVER-特殊潜入班-（2020年9月22日 - 10月20日、関西テレビ・フジテレビ系） - 鏡光一
- 極主夫道 第4話・第5話（2020年11月1日・8日、日本テレビ） - 美久の父
- ミニドラマ悲熊 第9話「悲熊は開運本を読む」(2020年12月24日、NHK総合) - サラリーマン
- レッドアイズ 監視捜査班 第7話（2021年3月6日、日本テレビ） - 鴫野耕平
- ソロ活女子のススメ 第1話（2021年4月3日、テレビ東京）
- 警視庁ひきこもり係（2021年8月5日、テレビ朝日） - 福富豊
- 真犯人フラグ（2021年10月10日 - 2022年3月13日、日本テレビ） - 太田黒芳春[16]
- ペットドクター花咲万太郎の事件カルテ（2022年3月26日、BS-TBS） - 大槻動物病院の元院長 大槻隆造[17]
  - ペットドクター花咲万太郎の事件カルテ2〜お隣さんは殺人犯!?〜（2023年12月29日、BS-TBS）[18]
- TOKYO VICE 第1話・第4話・第6話（2022年4月7日 - 、HBO Max・WOWOW） - 尾崎 役
- 元彼の遺言状 第10話（2022年6月14日、フジテレビ） - 裁判長 役[19]
- PICU 小児集中治療室（2022年10月10日 - 12月19日、フジテレビ） - 浮田彰 役[20]
  - PICU 小児集中治療室 スペシャル 2024（2024年4月13日、フジテレビ）[21]
- 科捜研の女（2022年10月18日 - 12月20日、テレビ朝日） - 才川隆文 役
- 必殺仕事人（2023年1月8日、テレビ朝日） - 越前屋孫次郎 役[22]
- 褒めるひと褒められるひと（2023年6月12日 - 8月3日、NHK総合） - 松本重隆 役[23]
- ブラックポストマン（2023年8月18日 - 9月29日、テレビ東京） - 江口道夫 役[24]
- 黄金の刻〜服部金太郎物語〜（2024年3月30日、テレビ朝日） - 笠井恒雄 役[25]
- ビリオン×スクール 第10話・最終話（2024年9月6日・13日、フジテレビ） - 辰巳寅二 役[26]
- D&D〜医者と刑事の捜査線〜 第2話（2024年10月25日、テレビ東京） - 伊藤正孝 役[27]
- 嘘解きレトリック 第4話・第5話（2024年10月28日・11月4日、フジテレビ） - 寺山清一 役[28]
- 民王R 第7話（2024年12月3日、テレビ朝日） - 小田山正平 役[29]
- 大河ドラマ べらぼう〜蔦重栄華乃夢噺〜（2025年1月5日 - 、NHK総合） - 松葉屋 役[30]
- TOKAGE 警視庁特殊犯捜査係（2025年6月30日、テレビ東京） - 湯浅武彦 役[31]
- はぐれ鴉（2025年7月22日、テレビ大分） - 三宅宣蔵 役[32][33]
- 大追跡〜警視庁SSBC強行犯係〜 第6話（2025年8月13日、テレビ朝日） - 荒木谷修 役[34]

### 映画
- 猿で行く（1993年）
- 踊る大捜査線 THE MOVIE（1998年） - 河原崎宗太
- 生きたい（1999年）
- 世にも奇妙な物語 映画の特別編（2000年） - カップルの男
- スペーストラベラーズ（2000年） - 所轄警官
- 田園のユーウツ（2001年）
- ゲット・イット・オン?（2001年）
- NIN×NIN 忍者ハットリくん THE MOVIE（2004年） - 藤村刑事
- HINOKIO（2005年） - 煉獄の塔の警備員
- いらっしゃいませ、患者さま。（2005年） - 患者・手塚
- 愛してよ（2005年） - プロジェクトプロデューサー
- 小さき勇者たち〜ガメラ〜（2006年） - 戸畑裕二
- それでもボクはやってない（2007年） - 大森光明裁判官
- 歌謡曲だよ、人生は（2007年） - 古代の女・現代の極道者
- HERO（2007年） - 井戸秀二
  - HERO（2015年） - 井戸秀二
- L change the WorLd（2008年） - 小西朝夫
- 小森生活向上クラブ（2008年） - 木村
- ハッピーフライト（2008年） - 岡本福男
- 感染列島（2009年） - 田村道草
- ジェネラル・ルージュの凱旋（2009年） - 磯部信也
- パレード（2010年） - 隣の占い師
- かずら（2010年） - 山中誠
- これでいいのだ!!映画★赤塚不二夫（2011年） - 松野日出夫
- あしたのジョー（2011年）
- はやぶさ/HAYABUSA（2011年） - 長島浩二
- Another（2012年） - 久保寺紹二
- 映画　夜空はいつでも最高密度の青色だ（2017年） - 工事現場監督
- 探偵はBARにいる3（2017年） - 教頭
- ホテルローヤル（2020年） - 本間真一 役
- 哀愁しんでれら（2021年） - 亀岡(ヒカリの学校の教頭先生)
- 死に損なった男（2025年） - 森口友宏[35]
- 事故物件ゾク 恐い間取り（2025年） - 大宮[36]

### 舞台
- 冬の皮（1992年3月18日 - 1992年3月25日、新宿シアタートップス） - 猿
- インスタントジャパニーズ（1992年8月11日 - 1992年8月19日、新宿シアタートップス） - オモエ
- Sex Kingdom（1993年2月16日 - 1993年2月28日、下北沢駅前劇場） - ヒコザ
- 大人計画'93不穏な動きシリーズ ＜大人エキス＞ その男カルマ（1993年6月25日 - 1993年6月27日、赤坂プレイBOX） - 加留間業蔵
- ゲームの達人（再演）（1993年8月27日 - 1993年9月8日、下北沢ザ・スズナリ） - マーちゃん
- 松尾スズキ三夜ライブ 私を抱いて！そしてキスして！嫌ならくるな！（1993年9月24日 - 1993年9月26日、狛江トーケンスタジオBeフリー）
- 遊園地再生事業団
  - 「砂の国の遠い声」（1994年） - ノムラと呼ばれている男
  - 「箱庭とピクニック計画」（1994年）
  - 「知覚の庭」（1995年）
  - 「砂の楽園」（1996年）
  - 「あの小説の中で集まろう」（1997年）
  - 「ゴー・ゴー・ガーリー！」（1998年）
- 愛の罰 〜生まれつきならしかたない〜（1994年4月27日 - 1994年5月2日、下北沢本多劇場） - 課長
- 村松利史プロデュース「狂っても大好き」（1995年）
- COUNT DOWN（1995年3月29日 - 1995年4月9日、吉祥寺バウスシアター） - 竹谷ミツオ
- ちょん切りたい（1995年12月16日 - 1995年12月30日、新宿シアタートップス） - カモシタ（前世の人）
- ファンキー！ 〜宇宙は見える所までしかない〜（1996年7月10日 - 1996年7月18日、下北沢本多劇場） - アオナキ
- ウーマン・リブ vol.1 ナオミの夢（1996年9月10日 - 1996年9月16日、新宿シアタートップス） - クニハラ
- 日本総合悲劇協会 vol.1 ドライブイン カリフォルニア（1996年12月18日 - 1996年12月27日、新宿シアターサンモール） - 我孫子ショウゾウ
- 村松利史プロデュース「きちゃった」（1997年）
- 愛の罰 〜生まれつきならしかたない〜（再演）（1997年4月4日 - 1997年4月10日、新大久保パナソニック・グローブ座） - キム・カンヨン
- ウーマン・リブ vol.2 ずぶぬれの女（1997年9月10日 - 1997年9月17日、下北沢ザ・スズナリ） - カヲル、トク
- 呉恵美子Challengeプロジェクト vol.1「皆殺し！！爆爆ハウス」（1999年）
- 猫ニャー最終公演「将来への不安Z-2000」「ファーブル・ミニ」（2000年）
- オリガト・プラスティコVOL.1「カフカズ・ディック」（2001年）
- スーパーガールのエゴトピア、TEAM共同責任「最後の晩餐」（2001年）
- シリーウォークプロデュース「ウチハソバヤジャナイ」（2004年）
- 「ヴェローナの二紳士」(2015年)
- 「クラウドナイン」(2017年)
- 「終わりよければすべてよし」(2021年)
- う蝕（2024年2月10日 - 3月16日〈予定〉、シアタートラム 他）[37][38]
- 彩の国さいたま芸術劇場開館30周年記念 彩の国シェイクスピア・シリーズ2nd Vol.1「ハムレット」（2024年5月7日 - 6月、彩の国さいたま芸術劇場 大ホール 他） - ポローニアス 役[39]

### バラエティ・その他
- 未来創造堂（2006年4月7日 - 2009年9月25日、日本テレビ）冷温式自動販売機編
- わたしが子どもだったころ
  - 〜児童文学作家・上條さなえ〜（2007年4月4日、NHK） - ナレーション
  - 『政治学者 姜尚中』（2007年10月17日、NHK） - ナレーション
- ETV特集「『毒ガス被害』と闘う 〜大久野島・ある医師の戦後〜」（2009年、NHK教育） - 出演・ナレーション
- クラシックミステリー 名曲探偵アマデウス（2011年、NHK BSプレミアム） - 飯田橋博士
- にっぽん原風景紀行
  - 163景 奈良県・春の大和路 古の街道と梅の里〜五條市〜（2012年4月27日、BSジャパン） - 旅人
  - 164景 和歌山県・奥和歌浦の斜面に佇む漁師町〜和歌山県・雑賀崎〜（2012年5月4日、BSジャパン） - 旅人
- 日10☆演芸パレード（2012年10月14日 - 2013年8月4日、TBS） - ナレーター
- 鶴瓶の「スジナシ」 (2013年3月20日、CBC・TBS系)
- NHK高校講座 科学と人間生活（2015年度制作）MC
- 朝まで「大人計画テレビ」 (2019年3月31日)
- あてなよる 町中華で呑む (2019年8月1日、NHKBS4K)

### CM
- 電報（NTT）
- スパ王（日清）
- カプシエイトナチュラ（味の素、BS・CS放送のみ） - インフォマーシャル出演
- PC STATION M370AV（ソーテック）
- e-note（ソーテック）
- ピエトロ
- ギザギザポテト（カルビー）

### DVD
- 快適な生活（2006年） - 声の出演

### ラジオ
- 道草「運命のドライブ」（2001年、東京FM）
- FMシアター「火山灰狂騒曲〜天からオタカラ〜」（2014年、NHK FM） - 商社マンの泉谷（語り部）

### WEB
- THE SUPER DRY「THE SCOOP」
- 調布空港
- PICU〜小児集中治療室〜スピンオフ（2024年4月1日、FOD） - 浮田彰 役[40]

### ライブ
- へたくそ『軍艦』 - ゲストパフォーマー（1994年）
- 正名僕蔵大運動会 (大人計画フェスティバルで行われた一人芝居) (2006年)

### 声の出演
- BULL2 法廷を操る男 第17話(2019年、WOWOW)
- BULL4 法廷を操る男 第19話(2021年、WOWOW)

## 演出・その他

### 作・演出・構成
- 大人計画プロデュース 嘘は罪 〜もてない奴らが来るまえに〜（1994年9月1日 - 1994年9月11日、新宿シアタートップス） - 演出助手
- 大人計画部分公演 ハイスクール悶々劇 のろやか（1995年8月25日 - 1995年8月27日、荻窪アールコリン） - 作・演出
- 松尾スズキ三夜ライブ 私を抱いて！そしてキスして！嫌ならくるな！（1993年9月24日 - 1993年9月26日、狛江トーケンスタジオBeフリー） - 構成

## 受賞歴
- 第17回東京スポーツ映画大賞：助演男優賞（『それでもボクはやってない』における大森光明裁判官 役に対して）